# Emilio Luci (auditore fiscale)
Emilio Luci (Colle di Val d'Elsa, 1619 – Firenze, 1699) è stato un funzionario e giurista italiano, auditore fiscale del Granducato di Toscana dal 1671 al 1699.

## Biografia
Figlio del funzionario mediceo Giovanni Luci e di Lucrezia di Giovanni Tolosani, nipote dei colligiani Emilio Luci e Giovanni Maria Tolosani, si formò in diritto all'Università di Pisa, come consuetudine per chi ricopriva incarichi pubblici nel Granducato di Toscana. Ebbe un nipote (Emilio) a sua volta politico e giurista.
Ricoprì la carica di auditore fiscale per oltre vent'anni, dal 1671 al 1699, anno della sua morte. Insieme al depositario generale Francesco Feroni, agli auditori Francesco Venturini e Francesco Maria Sergrifi, Emilio Luci fu uno dei principali funzionari granducali, membro di quella classe dirigente, fortemente voluta da Cosimo III de' Medici, che fu "espressione di una nuova cultura politica, attenta ai cambiamenti in atto nella società toscana".
Nel 1675, il Luci fece parte della Deputazione per la riforma dei Magistrati, promossa per volontà del granduca, con l'obiettivo di risanare le più importanti magistrature del Granducato. Nel 1677, il Luci in qualità di auditore fiscale, il Feroni in qualità di Depositario Generale, il senatore Alamanno Arrighi e il senatore Orazio Marucelli, denunciarono nelle loro Considerazioni per la riforma del magistrato dei Nove la situazione di grave indebitamento, dovute anche alle forti imposte e alle malversazioni di alcuni camarlinghi locali, in cui si trovavano le comunità del contado e di distretto. Dal 1681 al 1693, alcune proposte furono effettivamente sperimentate, ma la situazione non migliorò in maniera significativa, tanto che i riformatori settecenteschi poterono denunciare qualche anno dopo le stesse ingiustizie già evidenziate dal Feroni, dal Luci, dall'Arrighi e dal Marucelli, nel 1677.